# Krążowniki lekkie typu D
Krążowniki lekkie typu D (Danae) – seria ośmiu krążowników lekkich z okresu pierwszej i drugiej wojny światowej produkowanych w Wielkiej Brytanii. Wodowane były w latach 1918–1919, z czego HMS "Danae" oraz HMS "Dragon" weszły do służby jeszcze w czasie trwania wojny, natomiast pozostałe już po rozejmie. Obie wspomniane jednostki zostały w czasie II wojny światowej wydzierżawione polskiej marynarce wojennej.

## Ogólna charakterystyka
Typ został zaprojektowany w oparciu we wcześniejszą serię okrętów C (Ceres). W stosunku do pierwowzoru miały kadłub wydłużony o 7 metrów, co pozwoliło na zainstalowanie szóstego działa kalibru 152 mm. Zwiększona została również liczba aparatów torpedowych z 8 do 12. Sylwetka oraz podstawowe parametry techniczno-taktyczne pozostały jednak bez większych zmian.
W założeniu okręty tego typu miały być używane do zwalczania niszczycieli przeciwnika. Jednak już w pierwszym roku służby (ostatnim roku wojny) okazało się, że mają zbyt małą prędkość, żeby móc wypełniać to zadanie. Ich prędkość maksymalna (29 węzłów) była niższa o przynajmniej kilka węzłów od budowanych w tym czasie niszczycieli przeciwnika. Błąd ten został naprawiony w kolejnej serii E (Emerald), które rozwijały o 4 węzły więcej (33 węzły). Okręty typu D były jednak silnie opancerzone i uzbrojone przez co doskonale nadawały się jako okręty zwiadowcze.

## Jednostki
W październiku 1916 roku zamówione zostały trzy pierwsze jednostki:
- "Danae" – zbudowany w stoczni Sir W. G. Armstrong Whitworth and Company w Newcastle upon Tyne; położenie stępki 11 grudnia 1916; wodowanie 26 stycznia 1918; ukończenie 18 lipca 1918. Od dnia 4 października 1944 wydzierżawiony polskiej marynarce wojennej jako ORP "Conrad". Zwrócony Wielkiej Brytanii w dniu 28 września 1946 roku. Sprzedany na złom 22 stycznia 1948.
- "Dauntless" – zbudowany w stoczni Palmers Shipbuilding and Iron Company w Jarrow; położenie stępki 3 stycznia 1917; wodowanie 10 kwietnia 1918; ukończenie 2 grudnia 1918; sprzedanie na złom 13 lutego 1946.
- "Dragon" – zbudowany w stoczni Scotts Shipbuilding and Engineering Company w Greenock; położenie stępki 24 stycznia 1917; wodowanie 29 grudnia 1917; ukończenie 16 sierpnia 1918. Od dnia 15 stycznia 1943 wydzierżawiony polskiej marynarce wojennej jako ORP "Dragon". Uszkodzony przez niemiecką żywą torpedę typu Neger w dniu 8 lipca 1944 w pobliżu Caen. Osadzony na dnie jako falochron sztucznego portu na plażach Normandii w dniu 20 lipca 1944.

W lipcu 1917 zamówione zostały kolejne trzy jednostki:
- "Delhi" – zbudowany w stoczni Armstrong Whitworth; położenie stępki 29 października 1917; wodowanie 23 sierpnia 1918; ukończenie 7 lipca 1919; sprzedany na złom 22 stycznia 1948.
- "Dunedin" – zbudowany w stoczni Armstrong Whitworth; położenie stępki 5 listopada 1917; wodowanie 19 listopada 1918; ukończenie w Devonport Royal Dockyard w październiku 1919. W 1925 przekazany marynarce wojennej Nowej Zelandii. Storpedowany i zatopiony przez niemieckiego U-Boota U-124 na południowym Atlantyku w dniu 24 listopada 1941.
- "Durban" – zbudowany w stoczni Scotts Shipbuilding and Engineering Company; położenie stępki 22 lipca 1918; wodowanie 29 maja 1919; ukończenie w stoczni Devonport Royal Dockyard 1 września 1921. Osadzony na dnie jako falochron sztucznego portu na plażach Normandii w dniu 9 lipca 1944.

W marcu 1918 zamówione zostało ostatnie sześć jednostek tej serii:
- "Despatch" – zbudowany w stoczni Fairfield Shipbuilding and Engineering Company w Govan; położenie stępki 8 lipca 1918; wodowanie 24 września 1919; ukończenie w stoczni Chatham Royal Dockyard 2 lipca 1922; sprzedanie na złom 5 kwietnia 1946.
- "Diomede" – zbudowany w stoczni Vickers Limited w Barrow-in-Furness; położenie stępki 3 lipca 1918; wodowanie 29 kwietnia 1919; ukończenie w Portsmouth Royal Dockyard(inne języki) 24 lutego 1922. W 1925 roku przekazany marynarce wojennej Nowej Zelandii. Sprzedany na złom 5 kwietnia 1946.
- "Daedalus" – zamówiony w stoczni Armstrong Whitworth; zamówienie anulowane 26 listopada 1918.
- "Daring" – zamówiony w stoczni William Beardmore and Company w Clydebank; zamówienie anulowane 26 listopada 1918.
- "Desperate" – zamówiony w stoczni R. & W. Hawthorn Leslie and Company w Hebburn; zamówienie anulowane 26 listopada 1918.
- "Dryad" – zamówiony w stoczni Vickers; zamówienie anulowane 26 listopada 1918.